# 허윤정 (배우)
허윤정(1966년 4월 4일 ~ )은 대한민국의 배우이자 대학 교수이다.
1983년 MBC 문화방송 17기 공채 탤런트에 선발되어 정식 데뷔하였으며, 2006년에 앨범을 발매한 적이 있고 1985년 고등학교(계원예고) 졸업 후 학력고사 준비를 해 왔지만 TV 드라마 《억새풀》탓인지 공부를 중단하기도 했으며 1년 재수 끝에 중앙대학교 연극영화과 86학번으로 입학했다.

## 출연작

### 드라마
- 《억새풀》(1985년, MBC)
- 《첫사랑》(1986년, MBC)
- 《푸른 해바라기》(1987년, KBS1)
- 《마지막 우상》(1988년, MBC)
- 《철새》(1989년, MBC) - 김정란 역
- 《무풍지대》(1989년, KBS2)
- 《사랑의 종말》(1990년, MBC)
- 《조선왕조 오백년 - 대원군》(1990년, MBC)
- 《두려움없는 사랑》(1992년, sbs)
- 《이젠 아무도 사랑하지 않는다》(1992년, MBC)
- 《호텔》(1995년, MBC)
- 《황금 깃털》 (1997년,MBC)
- 《모정의 강》(1997년~1998년, KBS1)
- 《진달래꽃 필 때까지》(1998년, KBS2)
- 《대추나무 사랑걸렸네》(1998년~2001년, KBS1)
- 《부부클리닉 사랑과전쟁》 (2000년, KBS2)
- 《아내》(2003년, KBS2)
- 《혼수》(2003년, KBS2)
- 《신돈》(2005년, MBC)
- 《HD TV문학관 - 달의 제단》(2006년, KBS1)
- 《그대, 웃어요》(2009년~2010년, SBS)
- 《천사의 선택》(2012년, MBC)

### 영화
- 《달래내 보슬이》(1987년)
- 《빙해》(1987년)
- 《동경 아리랑》(1990년)
- 《아티스트》(2000년)
- 《하늘꽃이 비처럼》(2001년)
- 《겨울아이》(2005년)

### 뮤지컬
- 《아가씨와 건달들》(2000년)

### 연극
- 《WWW》(2005년)
- 《느릅나무 그늘의 욕망》(2008년)

### 예능
- 2020년 10월 12일 TV조선 스타다큐 마이웨이 - 80's 하이틴스타 허윤정 편

### CF
- 1986년 롯데제과 그린껌 (Feat. 길용우)
- 1987년 CJ제일제당 백설표 식용유 (Feat. 길용우, 김혜자)
- 1987년 ~ 1988년 삼성전자(삼성 센서 크리스탈, 삼성 콜드스윙 에어컨, 삼성 특선 냉장고, 삼성 특선 냉장고 "점보", 삼성 그릴 오븐렌지, 삼성 VTR.)
- 1991년 팜 스프링 (feat 남성훈)

### 음반
- 《1집-Passion》(2006년)

### 라디오 프로그램
- 《EBS 책 읽는 라디오 낭독 시리즈》(2015년, EBS)

## 수상
- 1986년 MBC 연기대상 신인상
- 1987년 제23회 백상예술대상 TV부문 여자신인연기상

## 참고 사항
- 극단 아리의 대표이며[4] 안양지역에서 왕성한 공연활동 등을 이어나가고 있다.
- 1990년 마약 투약 혐의로 구속되어 징역 1년,집행유예 2년을 선고받았으며[5] 1997년 6월 음주운전으로 면허가 취소됐으나 3달 뒤인 같은 해 9월 면허가 취소된 상태에서 만취상태로 또다시 음주운전을 하다 적발됐고 이 과정에서 1998년 3월 30일 서울지법으로부터 징역 6개월, 집행유예 1년, 사회봉사 160시간을[6] 선고받았다.